# Le Balai libéré
Pour plus de détails, voir Fiche technique et Distribution.
Le Balai libéré est un film documentaire belge, écrit et réalisé par Coline Grando et sorti en 2023.

## Synopsis
En février 1975, les ouvrières d'une société de nettoyage intervenant dans les locaux de l’Université catholique de Louvain (UCL) sont en conflit avec leur employeur. Elles prennent alors une décision radicale : « licencier » symboliquement leur patron, le congédiant au moyen d'un courrier qui sera rendu public. Elles fondent ensuite une société coopérative de nettoyage, qu'elles nomment Le Balai libéré et maintiennent leur mouvement de grève pendant près de trois semaines. La direction de l'université finit par céder et accepte de conclure un contrat de nettoyage avec la coopérative, en lieu et place de l'ancienne société attributaire. Le Balai libéré conservera le marché du nettoyage de l'UCL pendant 14 ans.
Le documentaire raconte l'histoire du Balai libéré et filme la rencontre entre les acteurs du mouvement social de 1975 et les agents d'entretien actuels au sein de l'UCL. Cette confrontation met notamment en lumière la dégradation des conditions de travail et l'isolement des salariés dans ce secteur d'activité.
Un site internet dédié à cette aventure autogestionnaire prolonge le documentaire consacré au Balai libéré en allant, notamment, à la rencontre de coopératives actuelles et des anciennes travailleuses du Balai libéré. Le film est également visionnable, en accès libre, à cette adresse.

## Fiche technique
- Titre original : Le Balai libéré
- Réalisation : Coline Grando
- Scénario : Coline Grando
- Photographie : Hélène Motteau
- Son : Hélène Clerc-Denizot
- Montage : Lydie Wisshaupt-Claudel
- Production : Cyril Bibas
- Société(s) de production : CVB - Centre Vidéo de Bruxelles et Take Five, CBA - Centre de l'Audiovisuel à Bruxelles
- Société(s) de distribution : RTBF - Radio Télévision Belge Francophone, VOO (TV-NET-TEL), Be TV
- Pays de production :  Belgique
- Langue originale : français
- Format : couleur
- Genre : documentaire
- Durée : 88 minutes
- Dates de sortie : 
  - Belgique : 17 mai 2023
  - France : 13 décembre 2023

## Distribution
Les personnes intervenant à l'écran sont, dans leur propre rôle :
- Catherine Piette
- Elodie Demoulin
- Papy Matondo Nyambu Muanda
- Jean-Michel Courtain
- Anthony De Geeter
- Angelo Basile
- Sheila Gopee Singh
- Catherine Venezia
- Valérie Van Reusel
- Driss El Ghandouri
- Laeticia Kinkin
- Laura Roland
- Pascal Feltrini
- Lucia Piazza-Anna
- Francine De Paron
- Stéphanie Sculier
- Fouad Saibari
- Yannick Simba
- Chantal Meerts
- Julia Chaudfoureau
- Paul Verjans
- Stéphane Lepoutre
- Marie-Danielle Verbesselt
- Monique Kérouanton
- Christiane Van Den Hove
- Alfredo Ceccarini
- Urbano Magnoni
- Anna Mayo
- Leonarda Nicolosi
- Elena Di Martino
- Lina Di Martino
- Lisa Di Martino
- Rosaria Di Martino
- Jocelyne Vos
- Jean-Claude De Koker
- Joël Lapière
- Raymond Coumont
- Felipe Van Keirsbilck.

## Accueil
La RTBF, qui a diffusé le film sur sa troisième chaine de télévision le 16 mai 2023, souligne le parti pris du documentaire, qui « ne laisse pas beaucoup de place au doute, regardant le passé syndicaliste du Balai Libéré avec une indéniable nostalgie ».
Politis insiste au contraire sur la force d'un documentaire qui ne cède pas à la facilité « d'une narration mythifiée d’une expérience passée », mais qui interroge sa faisabilité dans les conditions présentes.
C'est également « le regard d’un certain libéralisme sur cette expérience de travail utopique » qui fait tout l'intérêt du film, selon Télérama.
Pour Première, c'est la dimension pédagogique du film qui s'impose, « rendant la portée du discours d’une limpidité presque innocente ».
L'Humanité salue enfin « une réflexion puissante sur la hiérarchie, la solidarité et le quotidien complexe des travailleurs précaires d’hier et d’aujourd’hui. »

## Nominations et sélections
- 15e Festival international filmer le travail de Poitiers 2024 ;
- 14e édition de la nuit du cinéma militant de Lyon 2024[8] ;
- Festival du cinéma social et ouvrier de Carmaux 2024[9] ;
- Printemps du film engagé de Marseille 2024[10] ;
- Festival ciné ATTAC de Mont-de-Marsan 2024[11],[12] ;
- Festival international du film d'éducation d’Évreux 2023 : Compétition « longs métrages documentaires »[13] ;